# Richard Lewis
Richard Philip Lewis (Brooklyn, 29 de junio de 1947-Los Ángeles, 27 de febrero de 2024) fue un actor y comediante estadounidense.

## Carrera
Lewis logró reconocimiento principalmente por su participación en las series Anything but Love (1989–92) y Curb Your Enthusiasm (2000–2024). También registró apariciones en películas como Wagons East (1994), Leaving Las Vegas (1995) y Vamps (2012). Otros de sus créditos en televisión incluyen producciones como The Larry Sanders Show, Tales from the Crypt, Alias, Two and a Half Men, Los Simpson y The Dead Zone.
Falleció el 27 de febrero de 2024 en su residencia en Los Ángeles luego de sufrir un Ataque al corazón. Los últimos años de su vida luchó contra la enfermedad de Parkinson.

## Filmografía

### Cine y televisión
| Año       | Título                                          | Papel                          | Director                                 | Notas        |
| --------- | ----------------------------------------------- | ------------------------------ | ---------------------------------------- | ------------ |
| 1977      | Diary of a Young Comic                          | Billy Goldstein                | Gary Weis                                | Telefilme    |
| 1980      | House Calls                                     | Leon Prometheus                | Bob Claver                               | 1 episodio   |
| 1985      | Temporary Insanity                              |                                |                                          | Telefilme    |
| 1986      | Riptide                                         | Andrew Fitzsimmons Carlton III | Michael Switzer                          | 1 episodio   |
| 1987      | Harry                                           | Richard Breskin                |                                          | 7 episodios  |
| 1987      | CBS Summer Playhouse                            | Joey                           | James Komack                             | 1 episodio   |
| 1988      | The Wrong Guys                                  |                                | Danny Bilson                             |              |
| 1988      | Tattingers                                      | Longo                          | Allan Arkush                             | 1 episodio   |
| 1989      | That's Adequate                                 | Pimples Lapedes                | Harry Hurwitz                            |              |
| 1989–92   | Anything But Love                               | Marty Gold                     |                                          | 56 episodios |
| 1992      | Once Upon a Crime                               | Julian Peters                  | Eugene Levy                              |              |
| 1992      | The Danger of Love: The Carolyn Warmus Story    | Edward Sanders                 | Joyce Chopra                             | Telefilme    |
| 1993      | Daddy Dearest                                   | Steven Mitchell                |                                          | 13 episodios |
| 1993      | TriBeCa                                         | Joseph                         | Melanie Mayron                           | 1 episodio   |
| 1993      | The Larry Sanders Show                          |                                | Todd Holland                             | 1 episodio   |
| 1993      | Robin Hood: Men in Tights                       | Prince John                    | Mel Brooks                               |              |
| 1994      | Wagons East                                     | Phil Taylor                    | Peter Markle                             |              |
| 1994      | Tales from the Crypt                            | Vern                           | Mick Garris                              | 1 episodio   |
| 1995      | A.J.'s Time Travelers                           | Edgar Allan Poe                | Mike Finney                              | 1 episodio   |
| 1995      | Drunks                                          | Jim                            | Peter Cohn                               |              |
| 1995      | Leaving Las Vegas                               | Peter                          | Mike Figgis                              |              |
| 1996      | A Weekend in the Country                        | Bobby Stein                    | Martin Bergman                           | Telefilme    |
| 1996      | The Elevator                                    | Phil Milowski                  | Arthur Borman Nigel Dick Rafal Zielinski |              |
| 1997      | Happily Ever After: Fairy Tales for Every Child |                                | Ed Bell                                  | 1 episodio   |
| 1997      | Dr. Katz, Professional Therapist                | Richard                        |                                          | 1 episodio   |
| 1997      | Hugo Pool                                       | Chick Chicalini                | Robert Downey, Sr.                       |              |
| 1997      | The Maze                                        | Markov                         | Joëlle Bentolila                         |              |
| 1997–98   | Hiller and Diller                               | Neil Diller                    |                                          | 13 episodios |
| 1998      | Rude Awakening                                  | Harve Schwartz                 |                                          | 6 episodios  |
| 1999      | Hercules                                        | Neurosis                       | Eddy Houchins                            | 1 episodio   |
| 1999      | Game Day                                        | Steve Adler                    | Steve Klein                              |              |
| 1999      | V.I.P.                                          | Ronald Zane                    | Patrick R. Norris                        | 1 episodio   |
| 1999      | Larry David: Curb Your Enthusiasm               |                                | Robert B. Weide                          | Telefilme    |
| 2002      | Presidio Med                                    | Francis Weinod                 | Christopher Chulack                      | 1 episodio   |
| 2003      | Alias                                           | Mitchell Yaeger                | Ken Olin                                 | 1 episodio   |
| 2002–04   | 7th Heaven                                      | Rabbi Richard Glass            | Ken Olin                                 | 9 episodios  |
| 2004      | Two and a Half Men                              | Stan                           | Rob Schiller                             | 1 episodio   |
| 2004      | The Dead Zone                                   | Jack Jericho                   | Anthony Michael Hall                     | 1 episodio   |
| 2005      | Confessions of an Action Star                   |                                | Brad Martin                              |              |
| 2005      | Las Vegas                                       | Stan                           | Tim Matheson                             | 1 episodio   |
| 2005      | George Lopez                                    | Phillip Nickleson              | Victor Gonzalez                          | 1 episodio   |
| 2006      | The Simpsons                                    | Golem                          | Matthew Faughnan David Silverman         | 1 episodio   |
| 2006      | Everybody Hates Chris                           | Kris                           | Victor Nelli, Jr.                        | 1 episodio   |
| 2007      | BelzerVizion                                    |                                | Richard Goldstone Matthew D. Panepinto   | Cortometraje |
| 2008      | Law & Order: Special Victims Unit               | Larry                          | Peter Leto                               | 1 episodio   |
| 2009      | The Cleaner                                     | Henry                          | David Barrett                            | 1 episodio   |
| 2010      | Funny or Die Presents                           | Shades                         |                                          | 1 episodio   |
| 2010      | 'Til Death                                      | Miles Tunnicliff               | Rob Schiller                             | 3 episodios  |
| 2000–2024 | Curb Your Enthusiasm                            |                                |                                          | 32 episodios |
| 2011      | Lewis on Film: The Oscar Edition                |                                | Seth Morris                              | Cortometraje |
| 2011      | Pound Puppies                                   | Buddy                          | Greg Sullivan                            | 1 episodio   |
| 2012      | Vamps                                           | Danny                          | Amy Heckerling                           |              |
| 2014      | She's Funny That Way                            | Al Patterson                   | Peter Bogdanovich                        |              |
| 2015      | Blunt Talk                                      | Dr. Weiss                      |                                          | 6 episodios  |
| 2016      | Code Black                                      | Stewart Gough                  |                                          | 1 episodio   |
| 2017      | Sandy Wexler                                    |                                | Steven Brill                             |              |
| 2018      | The Great Buster: A Celebration                 | Él mismo                       | Peter Bogdanovich                        |              |
| 2018      | BoJack Horseman                                 | Ziggy Abler (voz)              |                                          | 1 episodio   |